# Carla Accardi

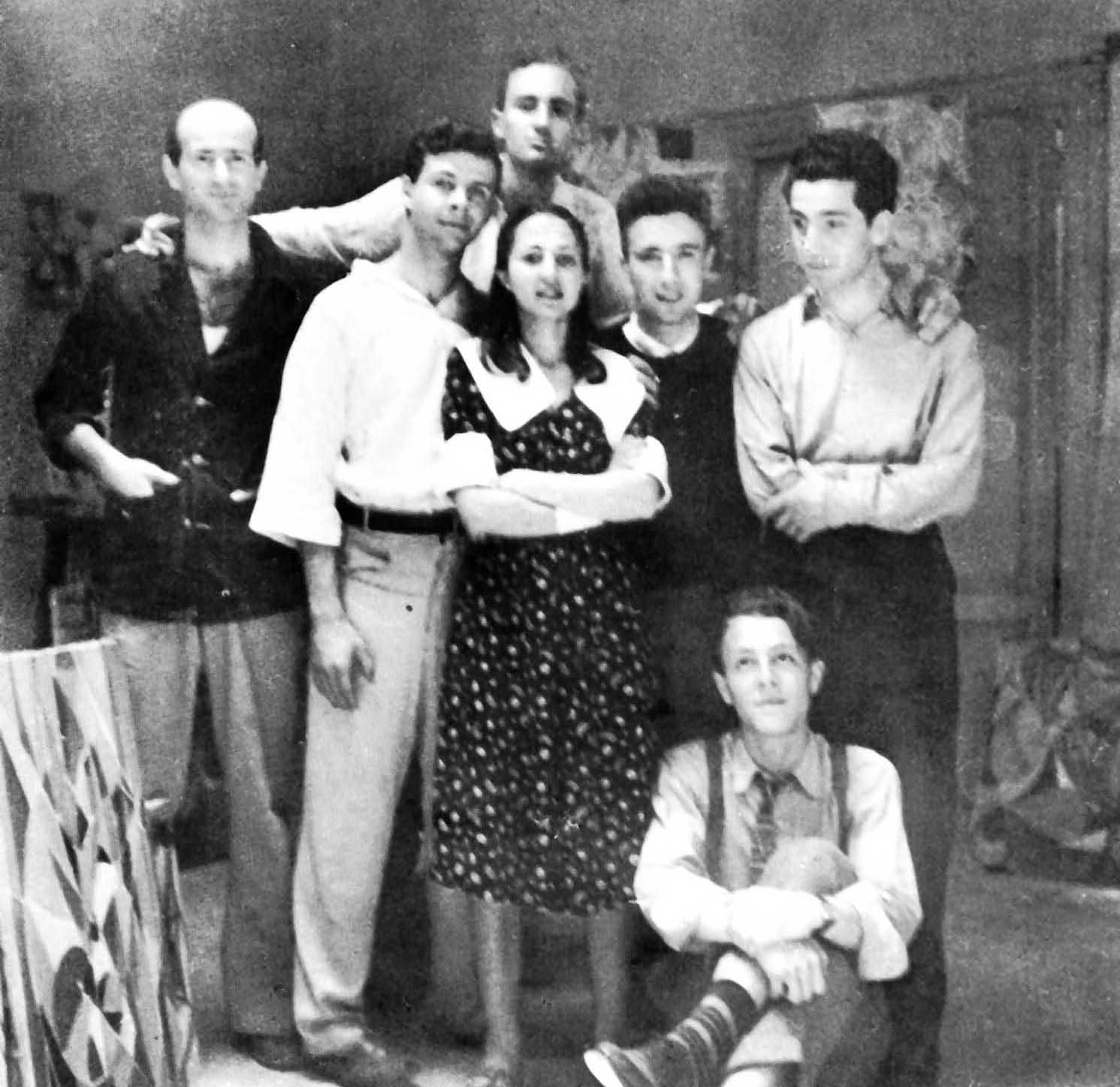
Carla Accardi und die Künstlergruppe Forma 1

Carla Accardi (* 9. Oktober 1924 in Trapani; † 23. Februar 2014 in Rom) war eine italienische Malerin der abstrakten Kunst.
Accardi schloss 1947 ihr Studium an der Akademie der schönen Künste in Palermo ab. 1947 war sie Mitbegründerin der formalistischen marxistischen Künstlergruppe Gruppo Forma 1, die sich 1951 wieder auflöste. Sie wurde eine bedeutende Vertreterin der italienischen Avantgarde und beeinflusste die Arte Povera der 1960er Jahre. Neben zahlreichen Einzelausstellungen nahm Accardi 1964 und 1988 an der Biennale von Venedig und 1995 an der Ausstellung The Italian Metamorphosis im New Yorker Guggenheim Museum teil. Auch 2022 steht Accardi wieder auf der Liste der zur 59. Biennale von Venedig eingeladenen Künstlerinnen.